# 劉天民 (明朝進士)
劉天民（1486年—1541年），字希尹，號函山，山東濟南府歷城縣人，民籍。明朝政治人物。

## 生平
生于成化二十二年丙午夏四月二十七日亥时，正德二年（1507年）丁卯科山東乡试舉人，三年与父亲刘緒一同礼部会试，未中式，父亲就选为高邑知县，從父赴任高邑，不久母亲去世。正德四年护送母亲棺木回乡安葬。正德九年（1514年）中式甲戌科二甲第一百七名進士，父亲去世丁忧。十二年二月起復，授户部福建司主事，五月调任吏部文选司主事，十四年劝谏武宗巡幸，罰跪午门五日，廷杖三十。十五年以三年考满，進階承德郎，贈父母官诰。嘉靖元年（1522年）升本司署员外郎，二年實授员外郎，進階奉訓大夫，八月升稽勲司署郎中，与吏部员外郎薛蕙稱为省中二彦。嘉靖三年七月因議大禮，受廷杖三十。调任文选司郎中，十月户科左给事中陈洸上疏举荐致仕大学士谢迁、南京吏部尚书廖纪、起赴吏部侍郎胡世宁、南京文选司郎中姜清，弹劾吏部尚书杨旦、侍郎汪伟、东阁学士吴一鹏、文选郎中刘天民，杨旦、汪伟被令致仕，天民调外任，为壽州知州，七年（1528年）十一月升南京宗人府经历，八年九月升南京刑部广西司郎中，九年四月升河南按察司副使，分巡大梁，後被河南巡按御史胡效才弹劾，十一年五月考察以才力不及，改任四川副使，十四年考察以不謹冠帶閑住，後以恩詔令致仕。家居七年，嘉靖二十年十月十一日去世。

## 著作
著有《函山集》十卷、《鹹酸勾肆》。

## 家族
祖父刘璟，以监生出任巩县丞。父刘緒以举人出任高邑知县。母张氏。娶陈氏，封安人。側室丁氏、魏氏、盧氏，生三子：劉浦、劉潼、劉沇。女三人：长女嫁户部尚书邊貢第二子邊習，次女为德王朱常⿱邦清王妃，第三女嫁陕西参政李晋卿长子李四知。孫劉亮采，万历壬辰进士。